# Battaglia di Ulundi

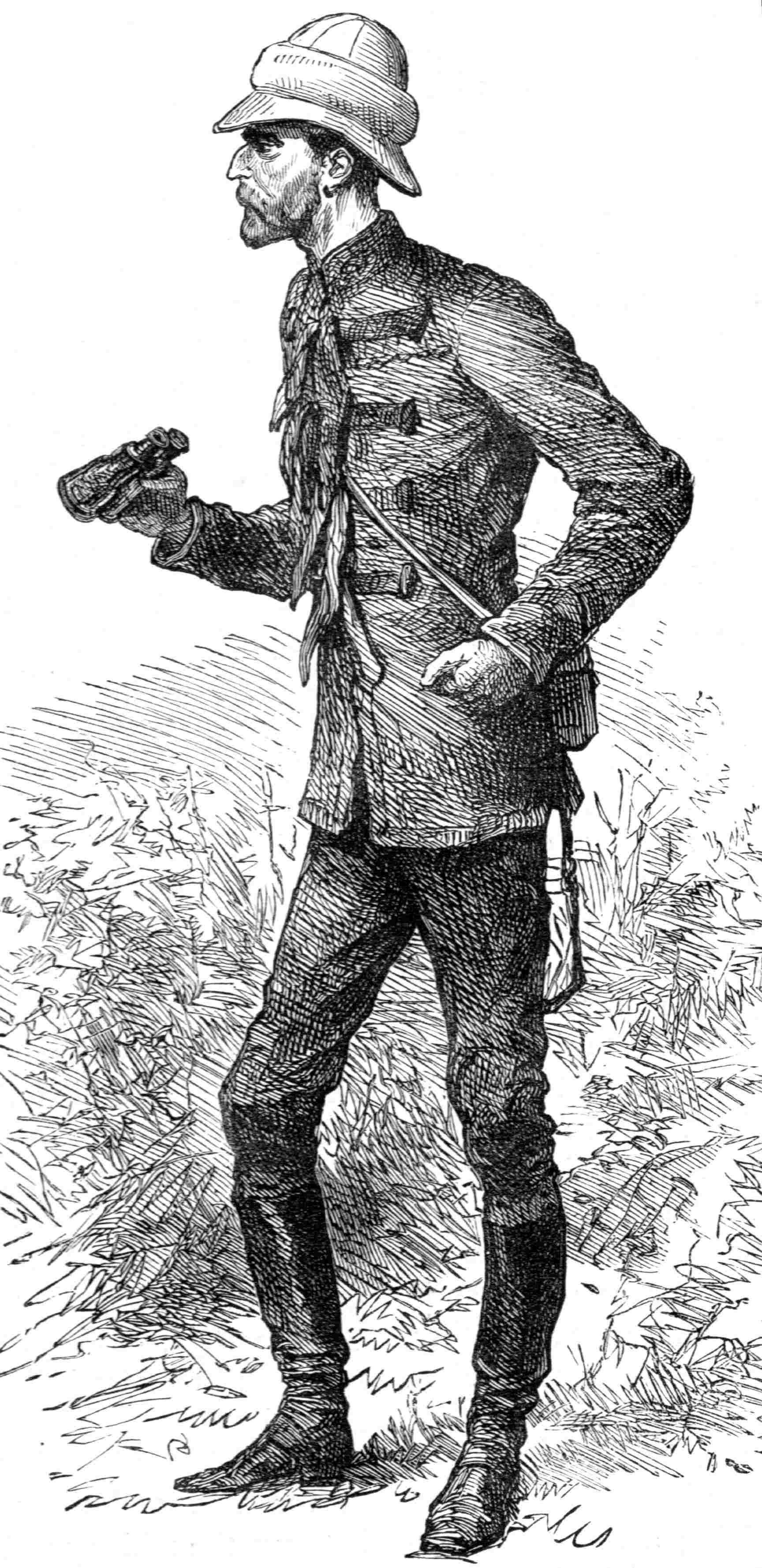
Lord Chelmsford, schizzo prima della battaglia di Ulundi (1879)

La battaglia di Ulundi ebbe luogo nella tradizionale capitale del popolo Zulu, Ulundi, il 4 luglio 1879, e fu l'ultima grande battaglia della guerra tra l'Impero britannico e il Regno Zulu (guerra anglo-zulu). Con essa l'esercito britannico ruppe definitivamente il potere militare della nazione Zulu sconfiggendo il suo potente esercito, il famoso impi, conquistando le fertili terre dello Zululand.